# Instruments internacionals de drets humans
Els instruments internacionals de drets humans són els tractats i altres textos internacionals que serveixen com a fonts legals per al dret internacional dels drets humans i la protecció dels drets humans en general. N'hi ha de diferents tipus, però la majoria es poden classificar en dues grans categories: les declaracions, adoptades per òrgans com l'Assemblea General de les Nacions Unides, que per naturalesa són declaratives, de manera que no són jurídicament vinculants encara que poden ser políticament autoritzades i quasi-legals, i sovint expressen principis rectors; i les convencions que són tractats multipartistes que estan dissenyats per convertir-se en vinculants legalment, solen incloure un llenguatge prescriptiu i molt específic, i normalment es conclouen mitjançant un procediment llarg que sovint requereix la ratificació per part de la legislatura de cada estat. Menys conegudes són algunes "recomanacions" que són similars a les convencions en ser acordades multilateralment, però no es poden ratificar i serveixen per establir estàndards comuns. També poden existir directrius administratives que siguin acordades multilateralment pels estats, així com els estatuts dels tribunals o altres institucions. Una prescripció o principi específic de qualsevol d'aquests diferents instruments internacionals pot, amb el temps, assolir l'estatus de dret internacional consuetudinari, acceptat específicament per un estat o no, només pel fet de ser ben reconegut i seguit durant un temps prou llarg.
Els instruments internacionals de drets humans es poden dividir en instruments globals, dels quals qualsevol estat del món en pot ser part, i instruments regionals, que es restringeixen als estats d'una regió concreta del món.
La majoria de convencions i recomanacions (però poques declaracions) estableixen mecanismes de seguiment i estableixen òrgans per supervisar la seva implementació. En alguns casos, aquests organismes poden tenir relativament poca autoritat política o mitjans legals, i poden ser ignorats pels estats membres; en altres casos aquests mecanismes compten amb òrgans amb una gran autoritat política i les seves decisions gairebé sempre s'executen. Un bon exemple d'això últim és el Tribunal Europeu de Drets Humans.
Els mecanismes de control també varien pel que fa al grau d'accés individual per exposar els casos d'abús i la petició de recursos. Segons algunes convencions o recomanacions, per exemple, amb la Convenció Europea de Drets Humans els individus o els estats poden, amb determinades condicions, portar casos individuals a un tribunal de ple dret en l'àmbit internacional. De vegades, això es pot fer als tribunals nacionals a causa de la jurisdicció universal.
La Declaració Universal dels Drets Humans, el Pacte Internacional de Drets Civils i Polítics i el Pacte Internacional dels Drets Econòmics, Socials i Culturals juntament amb altres instruments internacionals de drets humans s'anomenen de vegades la declaració internacional de drets. Els instruments internacionals de drets humans són identificats per l'Oficina de l'Alt Comissariat de les Nacions Unides per als Drets Humans.